# N-hexyllithium
n-Hexyllithium, C6H13Li, is een alkyllithiumverbinding. Ze wordt in organische syntheses gebruikt als een sterke base of voor de vorming van andere lithiumverbindingen door metallatie, in dit geval dus lithiatie. Ze wordt vooral toegepast in de synthese van geneesmiddelen en andere complexe biologisch actieve moleculen.
Hexyllithium is commercieel verkrijgbaar, gewoonlijk als een 33%-oplossing in hexanen.

## Eigenschappen
Het is een licht ontvlambare stof. Ze reageert hevig met water; blussen mag niet gebeuren met water.
Contact met de huid veroorzaakt brandwonden; contact met de ogen kan blindheid tot gevolg hebben.

## Toepassingen
Hexyllithium is vergelijkbaar met n-butyllithium en kan voor dezelfde doeleinden gebruikt worden. Hexyllithium heeft als voordeel dat het wat minder gevaarlijk is dan butyllithium. Het is stabieler en bij het gebruik ontstaan minder gevaarlijke nevenproducten (hexaan in plaats van het zeer licht ontvlambare gas butaan). Daarom wordt hexyllithium meer en meer gebruikt in industriële processen in de plaats van butyllithium.
Een voorbeeld is de synthese van cyclopropylacetyleen, dat een tussenproduct is in de synthese van een HIV-remmer. Die begint met de metallatie van 5-chloor-1-pentyn met hexyllithium, waarbij een cyclisatie optreedt en lithiumcyclopropylacetylide wordt gevormd. Door een ammoniumchlorideoplossing toe te voegen wordt het lithium afgesplitst en ontstaat cyclopropylacetyleen.